# Бобб, Юсуфа
Юсуфа Бобб (англ. Yusupha Bobb; род. 22 июня 1996 года) — гамбийский футболист, полузащитник сборной Гамбии.

## Клубная карьера
Юсуфа Бобб начинал свою футбольную карьеру на родине, в гамбийском клубе «Банжул Хокс». В 2015 году он перешёл в клуб итальянской Серии А «Кьево». 24 июля 2015 года Бобб на правах аренды присоединился к выступавшей тогда в Лиге Про «Читтаделле». 2 августа он дебютировал за неё на профессиональном уровне в матче Кубка Италии против «Потенцы». «Читтаделла» выиграл со счётом 15:0, а Бобб забил дважды. Три матча спустя Бобб забил свой первый гол в профессиональной футбольной лиге, поразив ворота «Павии». 17 января 2016 года, в поединке против «Кунео», он получил серьёзную травму ноги, и больше до своего возвращения в «Кьево» по окончании сезона 2015/2016 за «Читтаделлу» не играл.
13 августа 2016 года Бобб значился в числе запасных «Кьево» в кубковом матче против «Виртус Энтеллы». В конце того же месяца Бобб был отдан в аренду «Таранто», вновь клубу Лиги Про. 11 сентября он дебютировал за эту команду, в ничейном (0:0) матче с «Сиракузой». Всего он провёл за «Таранто» 14 игр. В 2017 году Бобб вновь был отдан в аренду клубу Лиги Про, на этот раз, «Падове». Он провёл за неё пять матчей. 12 июля, перед стартом сезона 2017/2018, Бобб на правах аренды перешёл в «Реджану». В июле 2018 года его отдали в аренду в пятый раз, на этот раз в «Кунео».
19 октября 2019 года, Бобб покинул «Кьево», перейдя в клуб Серии С «Лекко».
11 февраля 2021 года Бобб подписал контракт с клубом Серии C «Ливорно». После вылета «Ливорно» он перешел в «Пьяченцу» из той же лиги.

## Карьера в сборной
Бобб выступал за молодёжные сборные Гамбии (до 19 и 20 лет). Его неоднократно вызывали и в главную национальную команду, в том числе дважды он был в числе запасных в отборочных играх чемпионата мира 2014 года против сборных Марокко и Кот-д’Ивуара. В ноябре 2017 года Бобб дебютировал за сборную Гамбии, выйдя на поле в товарищеском матче с Марокко. Игра проходила в Рабате, марокканской столице, и закончилась победой гамбийцев со счётом 2:0. Бобб был включён в состав сборной Гамбии для участия на дебютном для неё Кубке африканских наций 2021 года, где гамбийцы сенсационно вышли в четвертьфинал.